# Leandro Pena
Leandro Pena (* 29. Mai 1990) ist ein brasilianischer Rollstuhltennisspieler.

## Karriere
Leandro Pena begann 2019 mit dem Rollstuhltennis, seit 2021 startet er in der Klasse der Quadriplegiker („Quad“). Er konnte mehrere Turniere niedrigerer Kategorie im Einzel oder Doppel gewinnen, sein bevorzugter Belag ist Sandplatz.
Beim World Team Cup tritt er seit 2021 für Brasilien an und belegte dabei 2022 mit seinem Team den dritten Platz.
Pena konnte bei den Parapanamerikanschen Spielen 2023 in Santiago de Chile die Bronzemedaille im Quad-Einzel gewinnen, er besiegte im Spiel um Platz drei seinen Landsmann Ymanitu Silva in zwei Sätzen. Zusammen gewannen die beiden die Silbermedaille im Quad-Doppel, sie unterlagen im Finale den Chilenen Francisco Cayulef und Diego Pérez in drei Sätzen.
Bei den Paralympischen Spielen 2024 in Paris erreichte er das Viertelfinale, wo er gegen den späteren Silbermedaillengewinner Sam Schröder klar in zwei Sätzen verlor. Im Doppel verpasste er an der Seite von Ymanitu Silva nur knapp eine Medaille – gegen das südafrikanische Doppel Donald Ramphadi und Lucas Sithole unterlagen die Brasilianer im Spiel um Platz drei erst im Match-Tie-Break.
Leandro Pena ist verheiratet und hat einen Sohn.